# Kościół św. Floryna w Koblencji
Kościół św. Floryna (niem. Florinskirche) – dawna kolegiata kapituły kanoników św. Floryna znajdująca się w niemieckim mieście Koblencja, przy placu Florinsmarkt. Od 1818 roku należy do wspólnoty ewangelickiej.

## Historia
Świątynię wzniesiono około roku 1100, należała ona do kapituły kanoników św. Floryna. Około 1200 powstały górne kondygnacje wież, a ok. 1240 wzniesiono zakrystię z krużgankiem. W 1350 roku, na pozostałościach baszty z czasów rzymskich, wybudowano gotyckie prezbiterium, a w XV wieku nadbudowano środkową część fasady, wzniesiono część sklepień i urządzono emporę organową. W XV stuleciu jednym z diakonów kapituły był filozof i późniejszy kardynał Mikołaj z Kuzy. W 1595 roku gotyckim sklepieniem przykryto pozostałą część budynku. W 1688 roku, w trakcie ostrzału miasta przez wojska francuskie podczas wojny palatynackiej, świątynia spłonęła, zniszczeniu uległo sklepienie i wieże. Szkody naprawiono w 1711 roku. W 1794 miasto zajęły wojska francuskie, a władze okupacyjne w 1803 roku zamknęły świątynię i przekształciły ją w magazyn. W 1807 Napoleon Bonaparte planował urządzić w budynku miejską rzeźnię z kramami. W 1815 roku tereny te włączono w granice Prus, a w 1818 król Fryderyk Wilhelm III przekazał świątynię protestantom. Świątynię konsekrowano w 1820 roku, po renowacji wg projektu Karla Friedricha Schinkla i Johanna Claudiusa von Lassaulxa. Gmach ten stał się pierwszym kościołem protestanckim w historii miasta. W 1898 roku na przedłużeniu południowej nawy dobudowano kaplicę chrztu, w 1899 wybudowano hełmy wież, a w latach 1929–1930 budynek wyremontowano pod okiem architekta Ottona Schönhagena. Świątynia została uszkodzona podczas II wojny światowej w 1944 roku, w 1951 przywrócono ją do użytku. W 1971 roku wnętrze wyremontowano po pożarze organów. Na rok 2025 planowana jest kolejna renowacja kościoła.

## Architektura i wyposażenie
Świątynia romańska, dwuwieżowa, trójnawowa, o układzie bazylikowym, z gotyckim prezbiterium i sklepieniem. Ma długość 55 m i wysokość 15 m. Nawa główna jest szeroka na 10 m, a każda z naw bocznych – na 4,2 m. W wieży północnej zachowało się pierwotne, romańskie sklepienie. Gotyckie witraże z 1320 roku prawdopodobnie przeniesiono tu z kościoła św. Kastora w Dausenau w roku 1820. W prezbiterium znajdują się dwa obrazy Januariusa Zicka z 1790 roku, ze scenami wesela w Kanie Galilejskiej i ostatniej wieczerzy. Krzyż ołtarzowy został wykonany przez Johanna Claudiusa von Lassaulxa. W południowej nawie podziwiać można dwa piaskowcowe sarkofagi z ok. 450 roku, odnalezione w trakcie renowacji z lat 1929–1930, oraz relief autorstwa Augusta Wittiga z 1858 roku, przedstawiający złożenie Chrystusa do Grobu, pochodzący z usuniętego w 1968 roku nagrobka z koblenckiego cmentarza. Chrzcielnica w kaplicy chrztu pochodzi z lat 90. XIX wieku. Trójmanuałowe organy wykonało w 2010 roku przedsiębiorstwo Förster & Nicolaus Orgelbau, składają się z 3729 piszczałek zgrupowanych w 51 głosów. Całkowita waga instrumentu wynosi około 16 ton, jego budowę wspomogły finansowo fundusze Nadrenii-Palatynatu i darowizny parafian.

## Galeria

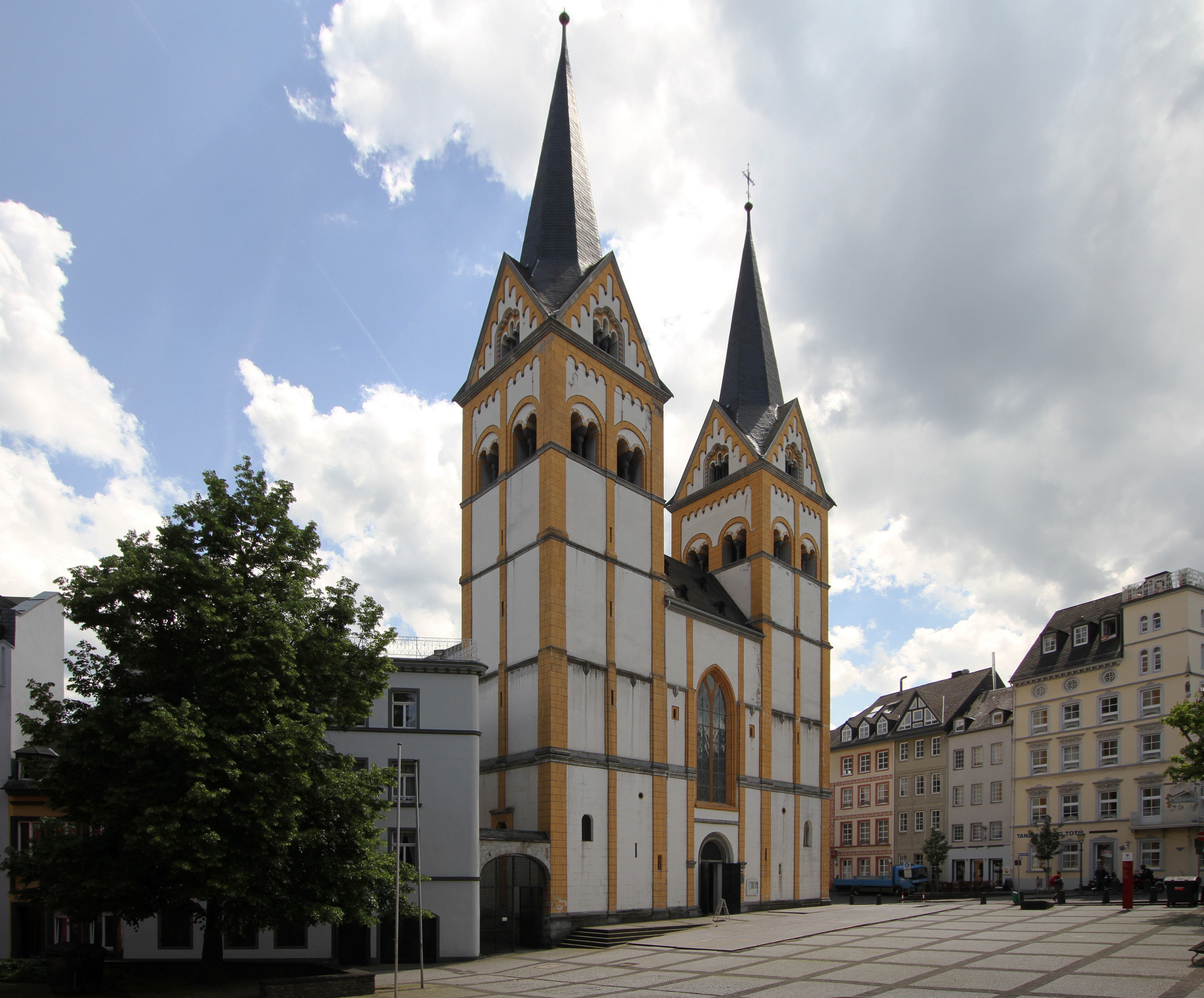
Widok z północnego zachodu
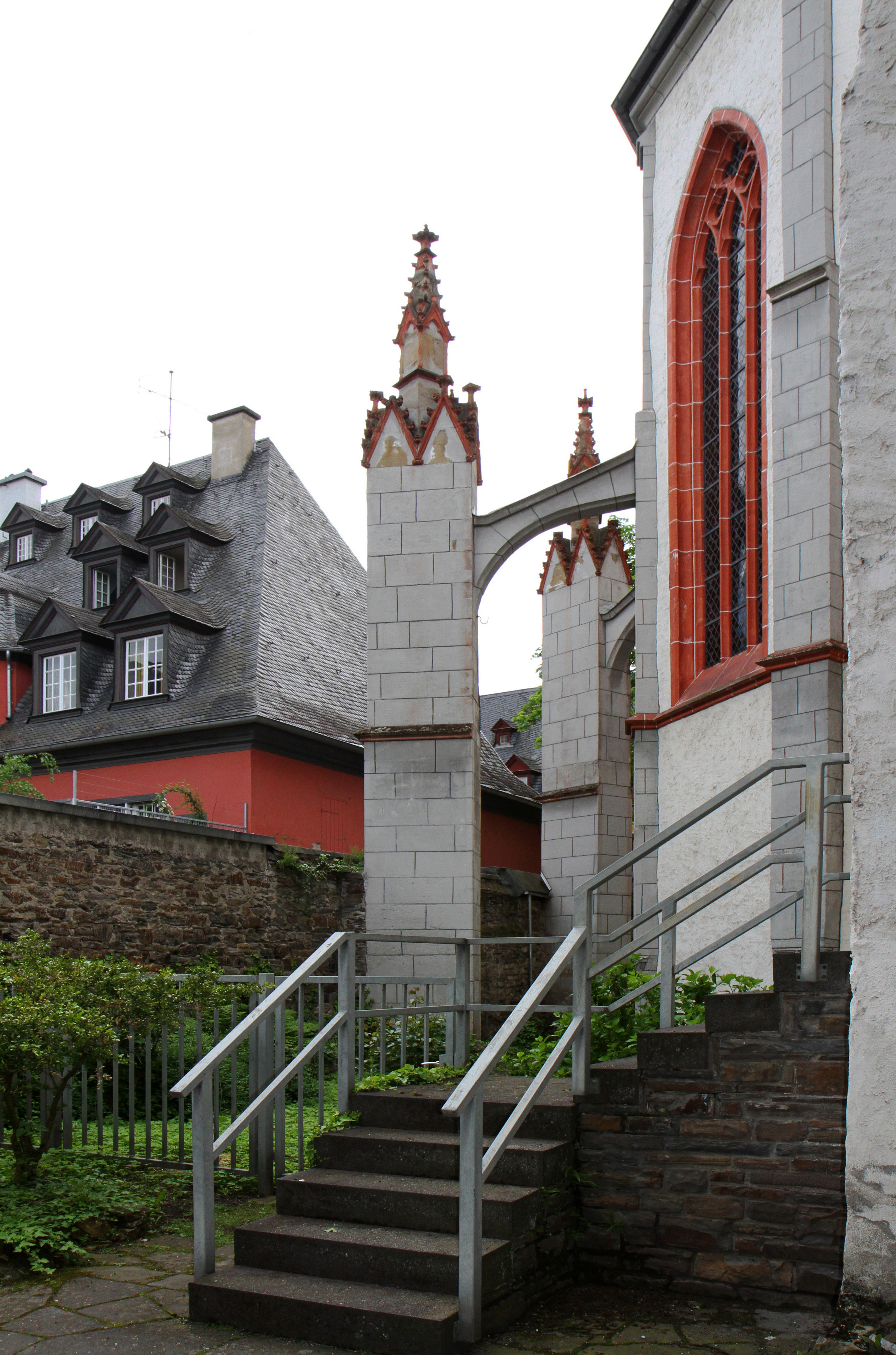
Łuki przyporowe absydy
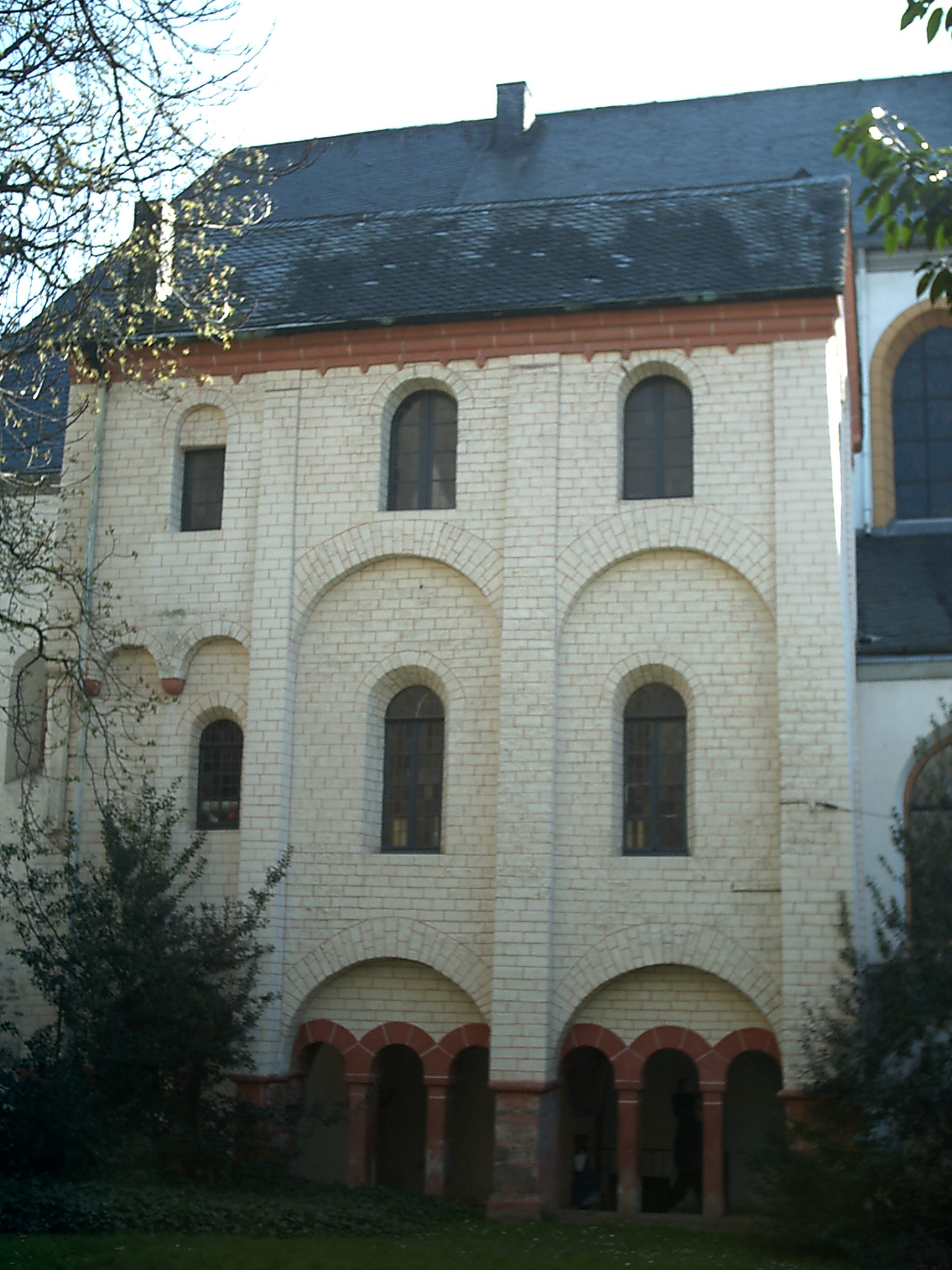
Zakrystia
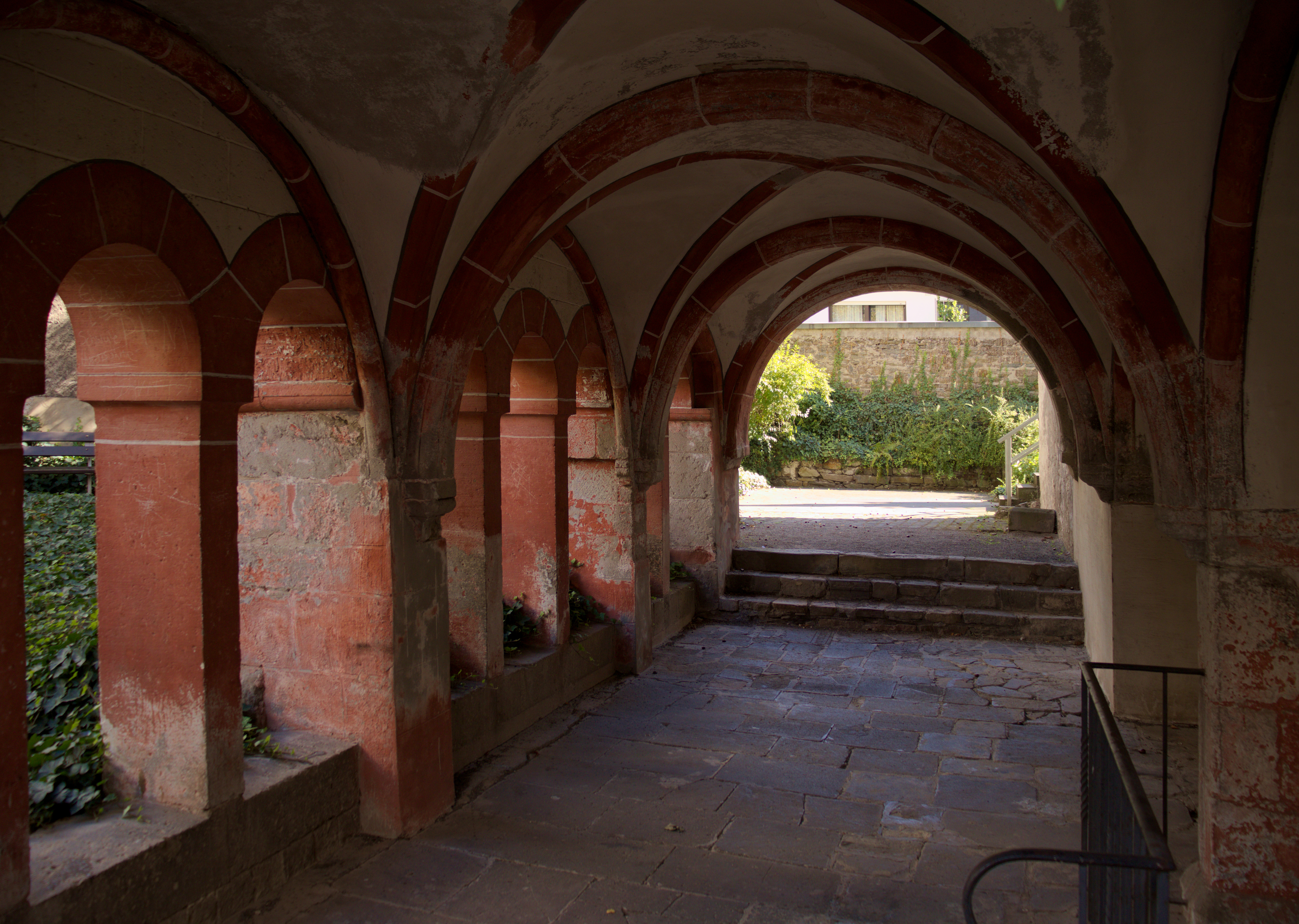
Krużganek
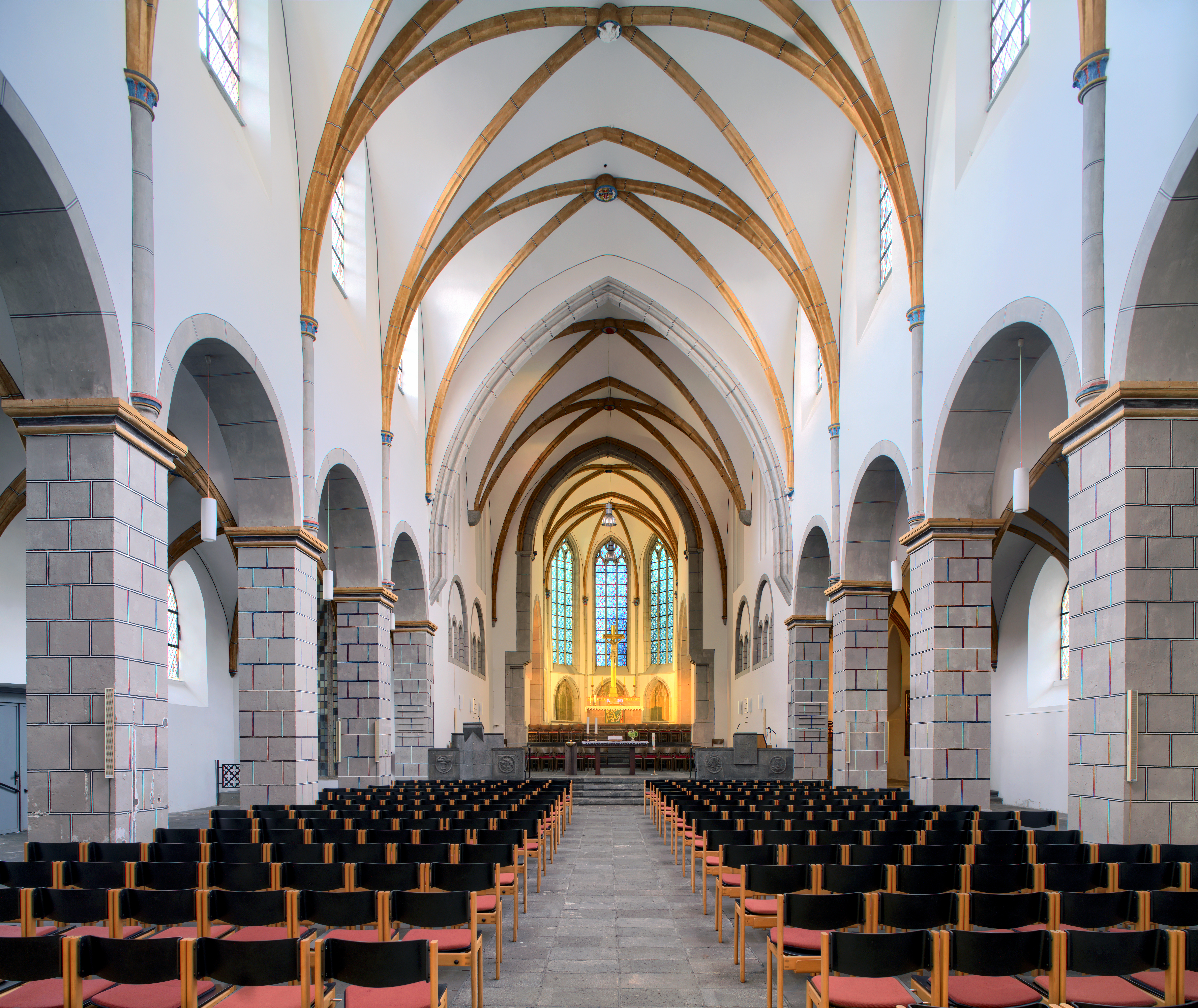
Wnętrze
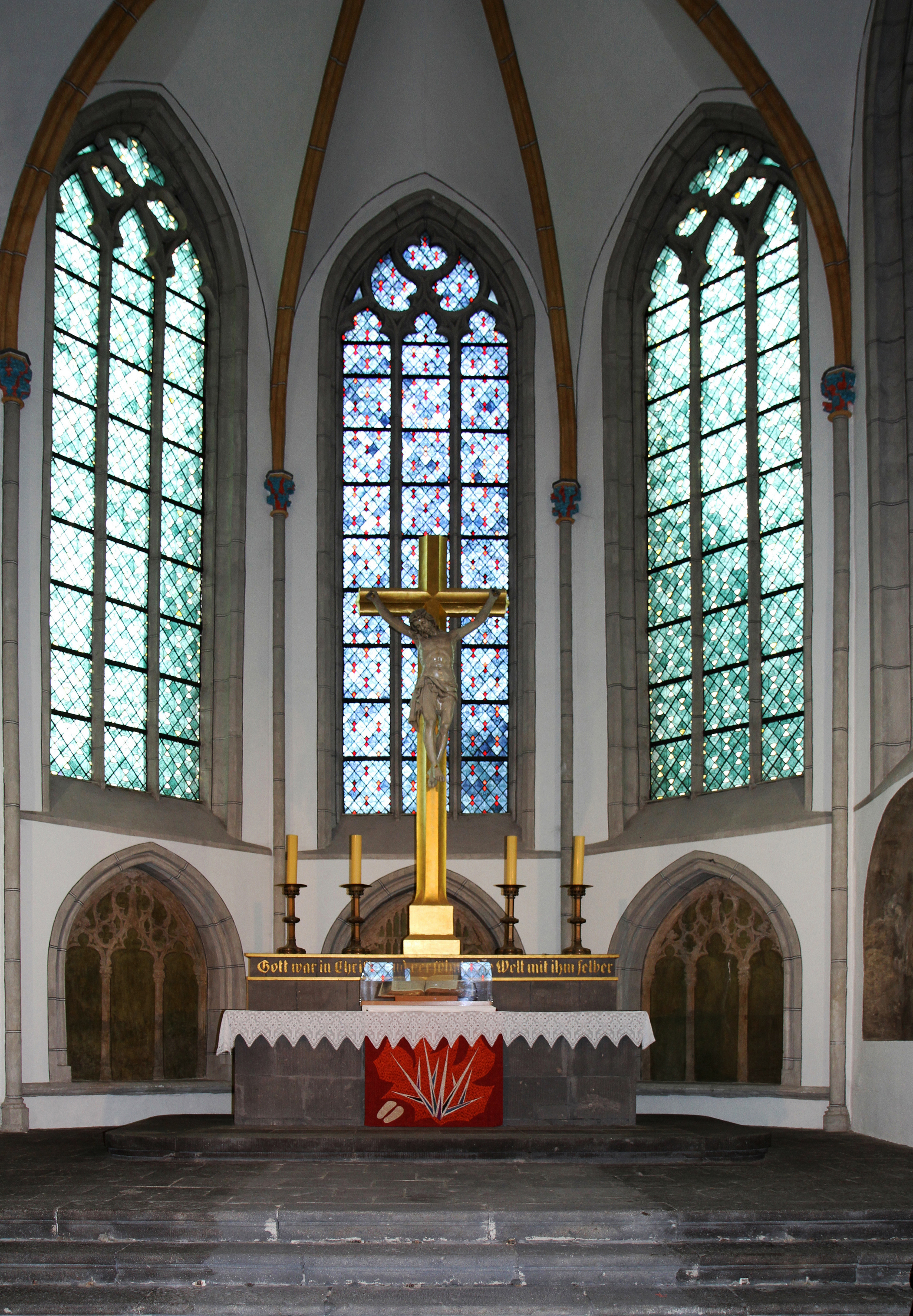
Prezbiterium i ołtarz z 1820
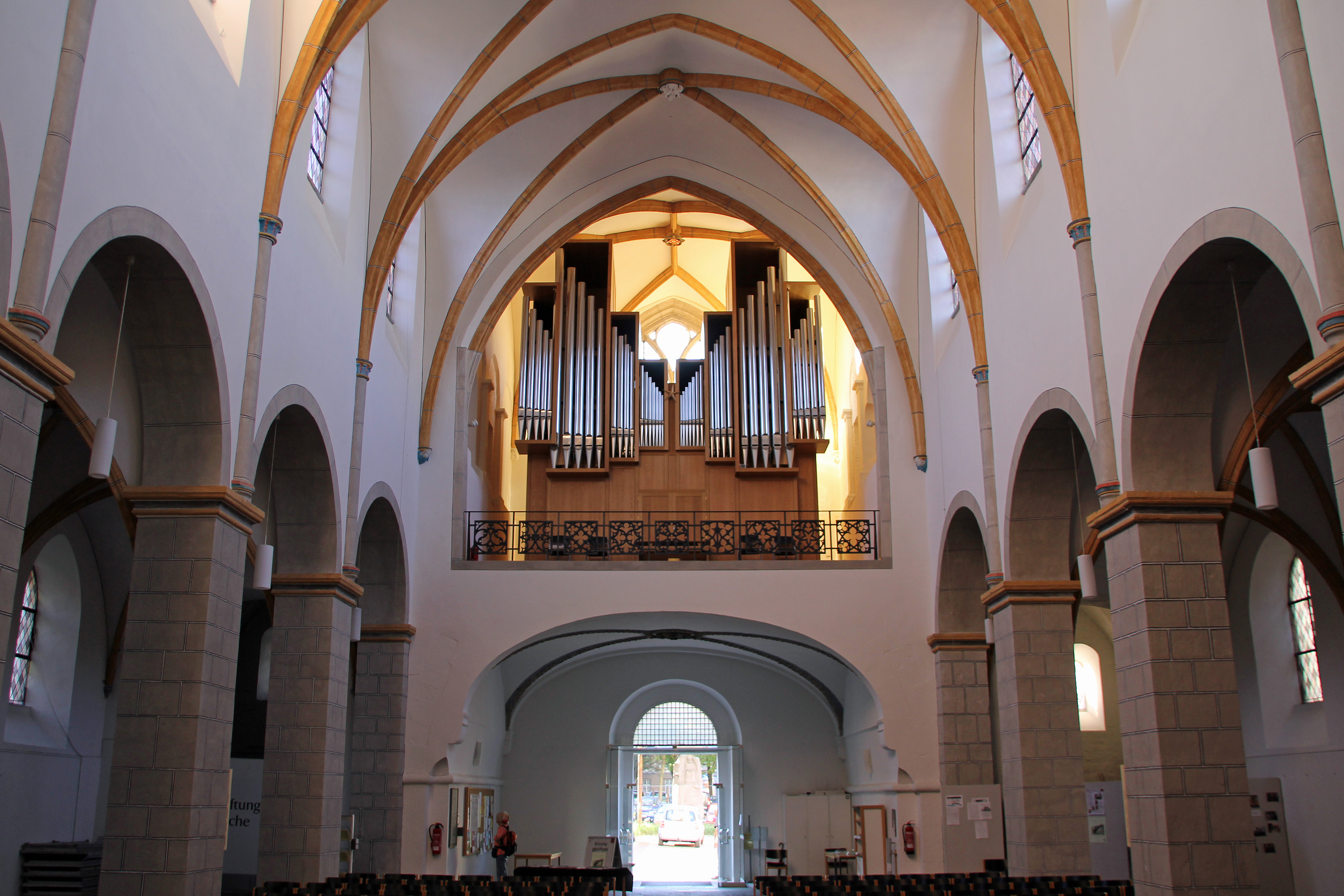
Empora i organy